# The Way (película de 2010)
The Way (titulada El camino en España e Hispanoamérica) es una película española rodada en España en inglés en 2009 y estrenada en Estados Unidos en septiembre de 2010 (en España también se estrenó en 2010, pero en noviembre). Se trata de una colaboración de Martin Sheen y de su hijo en la vida real Emilio Estévez, en honor al Camino de Santiago.

## Argumento

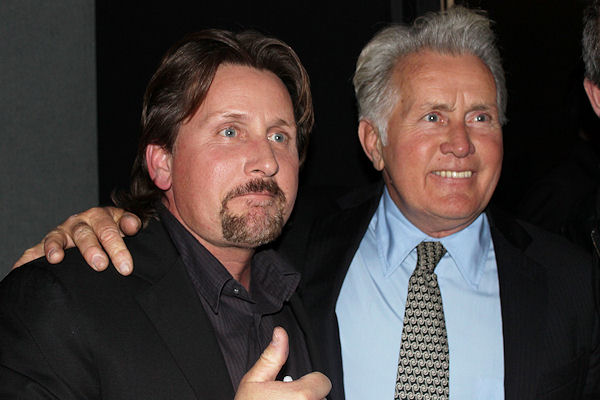
Emilio Estévez y Martin Sheen en la premier de la película

Tom Avery es un reconocido oftalmólogo de California que un día recibe una llamada informándole de la muerte de su hijo, Daniel, en los Pirineos. Tom viaja a Europa para hacer todos los preparativos propios de una defunción pero, durante su estancia, descubre que Daniel estaba haciendo el Camino de Santiago y no pudo pasar de la primera etapa. Tom decide entonces ayudar a su difunto hijo a terminar el Camino de Santiago, llevando sus cenizas en una caja.

## Reparto
- Martin Sheen como Thomas "Tom" Avery.
- Deborah Kara Unger como Sarah.
- James Nesbitt como Jack.
- Yorick van Wageningen como Joost.
- Emilio Estévez como Daniel Avery.